# 肢体不自由者
肢体不自由者（したいふじゆうしゃ）とは、身体障害者福祉法、学校教育法等において身体に関する障害がある人の分類としてあげられているものである。

## 概要
先天的か後天的かを問わず、四肢の麻痺や欠損、あるいは体幹の機能障害のため、日常の動作や姿勢の維持に不自由のある人を指す。
身体障害者福祉法に定められている障害の分類のうちで最も対象者が多く、身体障害者手帳を交付されている人の約半数を占める。
要因のほとんどが、脳疾患（とりわけ、CPと呼ばれる脳性まひ）とされる。
書籍によっては、「運動障害者」と称している場合がある。

## 原因疾患

### 先天的
- 母体への薬剤投与の副作用
- その他

### 後天的
- 脳疾患…ほぼ8割弱が脳疾患が原因とされる。
  - 脳性麻痺 …肢体不自由者における脳疾患を持つ者のほとんどが、脳性麻痺に起因するといわれる。
  - 脳梗塞
- 四肢切断
  - 骨肉腫
  - 糖尿病性壊疽
  - 脊髄損傷
  - 閉塞性動脈硬化症による皮膚潰瘍

## 学校教育
学校教育法上は、「肢体不自由教育」（専門家によっては、運動障害教育と称している）とされ、基本的には、一般の学校での教育に「準じた指導」が原則となっている。よって、単に四肢のいずれかに機能の不全がある程度の人は、考えたり、覚えたり、またそれを表現する能力に問題がなければ、通常学級に入って、一緒に学んでいるのが通例である。
しかし、通常学級のいわゆる「健常者」と一緒に授業を受けるのに困難があるほどの肢体不自由者には、特にそうした困難をもつ人のための特別支援学校が設置されている。肢体不自由者のための特別支援学校に通う人たちは、その多くが重度の肢体不自由者と呼ばれるような人であり、通常学級では本人にとって充分な教育を受けることができないため、このような学校へ入学・転校する。肢体不自由を教育領域とする特別支援学校は、児童福祉法に基づく医療型障害児入所施設（厳密には、医療型障害児入所施設のうち、肢体不自由児を対象としたもの）で、医療法に基づく病院でもある拠点に併設されているケースが多く、施設へ入院・入所しながら渡り廊下を通して通うというケースが多くみられる(併設施設のない特別支援学校も数は少ないが、宮城県立船岡支援学校をはじめ、いくつか見られる)。
また特別支援学校内でも様々な学級があるところが多く、例えば、身体の機能不全のみで学習内容は該当学年のそれと同じものを受けることができる学級（いわゆる、「準じた指導」）や、身体機能不全は軽度だが学習面ではより基礎的な内容（いわゆる下学年対応）を行う学級などがある。知的障害との重複障害を有している場合などは、軽度であれば生活単元学習中心の内容（いわゆる「（教科・領域を）合わせた指導」）、重度（いわゆる、重症心身障害）であれば自立活動中心の学習内容となることもある。
一般の小中学校での通常学級で学習可能であっても、手術やリハビリで数ヶ月の入院を要する児童生徒の場合は、一時的に特別支援学校に転入出することで学習の保障を行い、原籍校と特別支援学校の連携を行う。

## 肢体不自由の等級
肢体不自由は上肢、下肢、体幹の機能によって評価される。脳性麻痺など乳幼児期以前の非進行性の脳病変による運動機能障害は脳原性運動機能障害で評価する。それぞれの肢体、関節に関して評価する。全廃とは関節可動域が10度以内またはMMT2以下の場合をいう。機能の著しい障害は関節可動域が日常生活に支障をきたすと見なされる値（おおむね90度）の30%以下のものをいい、MMTでは3に相当する。軽度の障害は、著しい障害に含まれない障害でありMMT4程度に相当する。

### 上肢不自由
上肢の機能障害と各関節の機能障害に分かれる。上肢の全廃は肩関節、肘関節、手関節、手指のすべての機能が全廃したものである。著しい障害は上肢で5kg以内のものしか吊り下げることができないものなどである。軽度の障害は精密な運動ができないものや10kgのものしか下げることができないものである。

### 下肢不自由
下肢の機能障害と各関節の機能障害に分かれる。下肢の全廃とは患肢で立位を保持できない場合などをいう。著しい障害は階段昇降が手すりがないとできない、1km以上の歩行が不可能な場合にいう。

### 体幹不自由
体幹不自由は座っていることができないものが1級、座位または起立位を保つことが困難なものや起立することが困難なものが2級、100m以上の歩行や片足立ちができないものが3級、2km以上の歩行ができないものが5級である。